# Bernareggio
Bernareggio est une commune italienne de la province de Monza et de la Brianza, dans la région Lombardie.

## Sport
- Trophée Lampre

## Administration
| Période                                  | Période | Identité | Étiquette | Qualité |
| ---------------------------------------- | ------- | -------- | --------- | ------- |
|                                          |         |          |           |         |
| Les données manquantes sont à compléter. |         |          |           |         |

### Communes limitrophes
Ronco Briantino, Verderio Inferiore, Carnate, Aicurzio, Sulbiate, Vimercate.

## Jumelages
- Wachtberg (Allemagne) ;
- La Villedieu-du-Clain (France) ;
- Michendorf (Allemagne).